# Valuare p-adică
În teoria numerelor, valuarea p-adică sau ordinul p-adic al unui număr întreg n este exponentul celei mai mari puteri a numărului prim p care îl divide pe n. Se notează cu {\displaystyle \nu _{p}(n)}. Echivalent, {\displaystyle \nu _{p}(n)} este exponentul la care apare {\displaystyle p} în descompunerea în factori primi a lui {\displaystyle n}.
Valuarea p-adică este o valuare și dă naștere unui analog al valorii absolute obișnuite. În timp ce completarea numerelor raționale în raport cu valoarea absolută obișnuită are ca rezultat numerele reale {\displaystyle \mathbb {R} }, completarea numerelor raționale în raport cu valoarea absolută {\displaystyle p}-adică are ca rezultat numerele p-adice {\displaystyle \mathbb {Q} _{p}}.

Distribuția numerelor naturale prin valuarea lor 2-adică, etichetate cu puterile lui doi corespunzătoare în scriere zecimală. Zero are o valuare infinită.

## Definiție și proprietăți
Fie p un număr prim.

### Numere întregi
Valuarea p-adică a unui număr întreg {\displaystyle n} este definită ca fiind
{\displaystyle \nu _{p}(n)={\begin{cases}\mathrm {max} \{k\in \mathbb {N} _{0}:p^{k}\mid n\}&{\text{dacă }}n\neq 0\\\infty &{\text{dacă }}n=0,\end{cases}}}
unde {\displaystyle \mathbb {N} _{0}} desemnează mulțimea numerelor naturale (inclusiv zero) și {\displaystyle m\mid n} denotă divizibilitatea lui {\displaystyle n} prin {\displaystyle m}. În particular, {\displaystyle \nu _{p}} este o funcție {\displaystyle \nu _{p}\colon \mathbb {Z} \to \mathbb {N} _{0}\cup \{\infty \}}.
De exemplu, {\displaystyle \nu _{2}(-12)=2}, {\displaystyle \nu _{3}(-12)=1} și {\displaystyle \nu _{5}(-12)=0} deoarece {\displaystyle |{-12}|=12=2^{2}\cdot 3^{1}\cdot 5^{0}}.
Uneori se folosește notația {\displaystyle p^{k}\parallel n}, însemnând {\displaystyle k=\nu _{p}(n)}.
Dacă {\displaystyle n} este un număr întreg pozitiv, atunci
{\displaystyle \nu _{p}(n)\leq \log _{p}n};
aceasta rezultă direct din {\displaystyle n\geq p^{\nu _{p}(n)}}.

### Numere raționale
Valuarea p-adică poate fi extinsă la numerele raționale prin funcția
{\displaystyle \nu _{p}:\mathbb {Q} \to \mathbb {Z} \cup \{\infty \}}
definită prin
{\displaystyle \nu _{p}\left({\frac {r}{s}}\right)=\nu _{p}(r)-\nu _{p}(s).}
De exemplu, {\displaystyle \nu _{2}{\bigl (}{\tfrac {9}{8}}{\bigr )}=-3} și {\displaystyle \nu _{3}{\bigl (}{\tfrac {9}{8}}{\bigr )}=2} deoarece {\displaystyle {\tfrac {9}{8}}=2^{-3}\cdot 3^{2}}.
Unele proprietăți sunt:
{\displaystyle \nu _{p}(r\cdot s)=\nu _{p}(r)+\nu _{p}(s),}
{\displaystyle \nu _{p}(r+s)\geq \min {\bigl \{}\nu _{p}(r),\nu _{p}(s){\bigr \}}.}
Mai mult, dacă {\displaystyle \nu _{p}(r)\neq \nu _{p}(s)}, atunci
{\displaystyle \nu _{p}(r+s)=\min {\bigl \{}\nu _{p}(r),\nu _{p}(s){\bigr \}},}
unde {\displaystyle \min } este minimul (adică cel mai mic dintre cele două).

## Valoarea absolutăp-adică
Valoarea absolută p-adică pe {\displaystyle \mathbb {Q} } este funcția
{\displaystyle |\cdot |_{p}\colon \mathbb {Q} \to \mathbb {R} _{\geq 0}}
definită prin
{\displaystyle |r|_{p}=p^{-\nu _{p}(r)}.}
Astfel, {\displaystyle |0|_{p}=p^{-\infty }=0} pentru orice {\displaystyle p} și, de exemplu, {\displaystyle |{-12}|_{2}=2^{-2}={\tfrac {1}{4}}} și {\displaystyle {\bigl |}{\tfrac {9}{8}}{\bigr |}_{2}=2^{-(-3)}=8.}
Valoarea absolută p-adică este:
| nenegativă       | {\displaystyle \|r\|_{p}\geq 0}                                       |
| pozitiv definită | {\displaystyle \|r\|_{p}=0\iff r=0}                                   |
| multiplicativă   | {\displaystyle \|rs\|_{p}=\|r\|_{p}\|s\|_{p}}                         |
| nearhimediană    | {\displaystyle \|r+s\|_{p}\leq \max \left(\|r\|_{p},\|s\|_{p}\right)} |
Din proprietatea de multiplicativitate {\displaystyle |rs|_{p}=|r|_{p}|s|_{p}} rezultă că {\displaystyle |1|_{p}=1=|-1|_{p}} pentru rădăcinile unității {\displaystyle 1} și {\displaystyle -1} și în consecință și {\displaystyle |{-r}|_{p}=|r|_{p}.} Subaditivitatea {\displaystyle |r+s|_{p}\leq |r|_{p}+|s|_{p}} rezultă din inegalitatea triunghiului nearhimediană {\displaystyle |r+s|_{p}\leq \max \left(|r|_{p},|s|_{p}\right)}.
Alegerea bazei p în puterea {\displaystyle p^{-\nu _{p}(r)}} nu face nicio diferență pentru majoritatea proprietăților, dar menține formula produsului:
{\displaystyle \prod _{0,p}|r|_{p}=1}
unde produsul se face după toate numerele prime p și valoarea absolută obișnuită, notată {\displaystyle |r|_{0}}. Aceasta rezultă considerând descompunerea în factori primi: fiecare factor {\displaystyle p^{k}} contribuie prin inversul său la valoarea absolută p-adică a sa, iar apoi valoarea absolută arhimediană uzuală le simplifică pe toate.
Un spațiu metric poate fi format pe mulțimea {\displaystyle \mathbb {Q} } cu o metrică (nearhimediană, invariantă la translații)
{\displaystyle d\colon \mathbb {Q} \times \mathbb {Q} \to \mathbb {R} _{\geq 0}}
definită prin
{\displaystyle d(r,s)=|r-s|_{p}.}
Completarea lui {\displaystyle \mathbb {Q} } în raport cu această metrică conduce la mulțimea {\displaystyle \mathbb {Q} _{p}} a numerelor p-adice.